# Josef Waldert

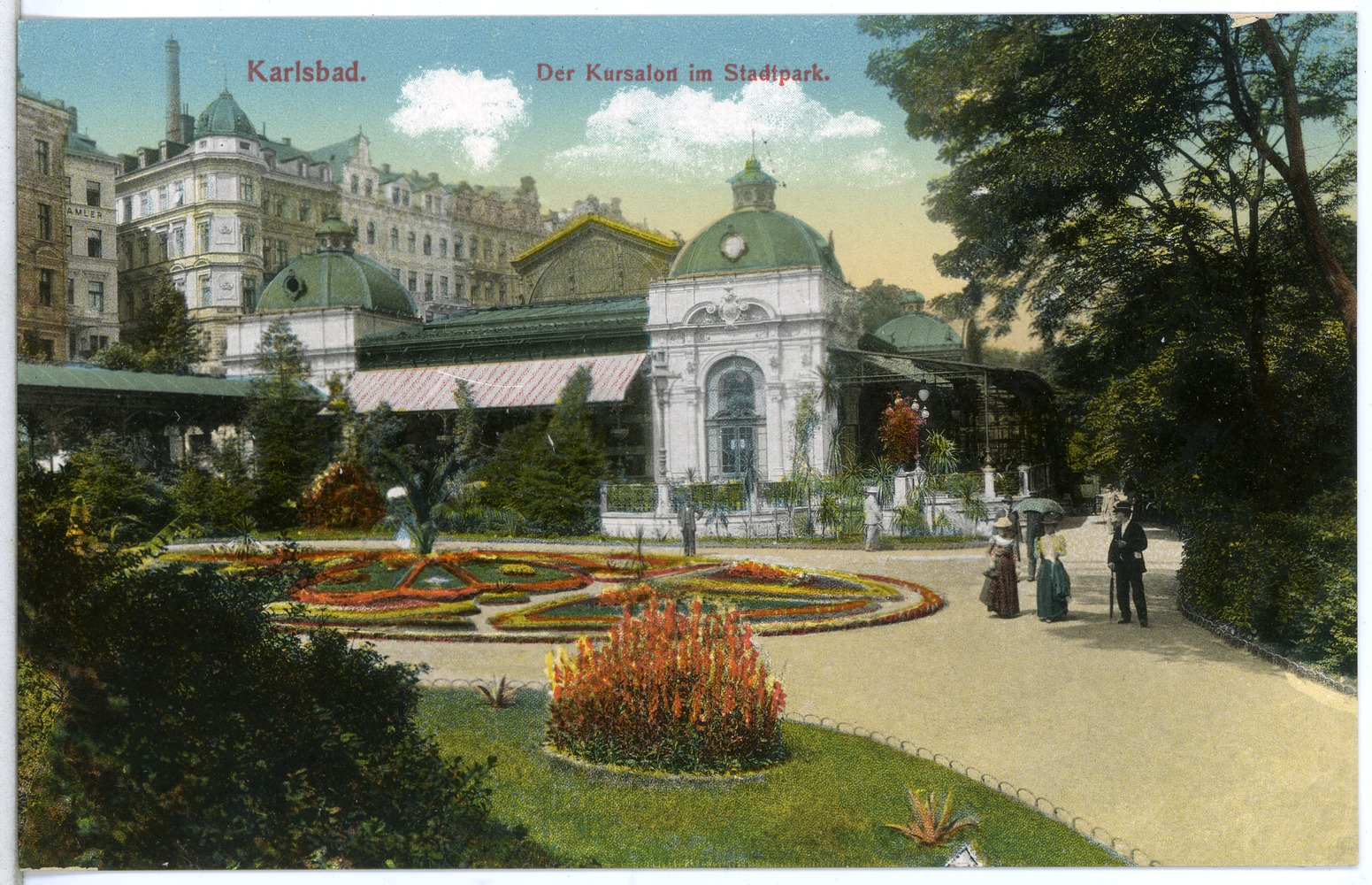
Blanenský pavilon v roce 1912

Josef Waldert (29. srpna 1848, Horní Slavkov – 18. září 1927, Karlovy Vary) byl architekt, stavitel a průmyslník, který na přelomu devatenáctého a dvacátého století významným způsobem spoluvytvářel architektonický vzhled Karlových Varů.

## Život
Josef Waldert se narodil v Horním Slavkově 29. srpna 1848. O jeho mládí, vzdělání nebo případném studiu není dosud nic známo a neexistuje ani mnoho informací o jeho soukromém životě. Jeho rodiče Josef Waldert nejst. a Anna, roz. Sebacherová, měli dvě děti, syna Josefa a dceru Marii.
Dne 24. ledna 1908 zakoupil Josef Waldert za 180 760 zlatých zámek a panství Verušičky, kde poté s manželkou a dětmi na zámku žil. Před koncem první světové války, 4. dubna 1918, pak daroval Verušičky synu Josefovi a jeho manželce Martě, roz. Deiningerové. Syn panství prodal během druhé světové války, 11. dubna 1942.
Josef Waldert zemřel po dlouhé nemoci v Karlových Varech dne 18. září 1927. Pohřben je na Ústředním hřbitově v Drahovicích v rodinné hrobce (u odd. 24 – č. Pl2 289/328).
V práci Josefa Walderta pokračoval syn Josef, který se oženil s Martou Deiningerovou, dcerou a sestrou stavitelů Deiningerů. Dcera Marie se provdala za Hanse Kliera, syna doktora Hanse Kliera.

## Profesní kariéra
Josef Waldert byl významným průmyslníkem a stavitelem a vlivným politikem, členem karlovarské městské rady. Poprvé byl zmíněn roku 1893 u projketu kostela v Březové. V roce 1899 a znovu pak roku 1901 byl členem předsednictva stavitelů za Chebsko. V roce 1900 se jako druhý předseda zúčastnil sjezdu stavitelů v Děčíně. V adresáři obchodní a živnostenské komory v Chebu je uváděn jako městský stavitel Karlových Varů.
Byl podnikavým stavitelem – vlastnil truhlárnu, zámečnictví, kovárnu a pilu v Drahovicích. V polovině osmdesátých let 19. století koupil pozemek ve Staré Roli, kde v červnu 1889 otevřel cihelnu. Obsahovala tři pece na pálení cihel, měla dva vysoké komíny a patřily k ní tři rybníky. Dostala název Waldertova a její výrobky byly označovány písmenem „W“. Na druhé straně silnice (dnes ulice Závodu míru) si Josef Waldert postavil noblesní vilu. Měl zde kancelář a apartmá a byly tu zřízeny i byty pro úředníky.
Waldert vlastnil od roku 1892 ve Vykmanově též vápenku s vlastním lomem a pecí na pálení vápna. Krátce po začátku první světové války musel být její provoz zastaven. V roce 1920 ji Waldert prodal karlovarské firmě Hermanna Raua.
Stavitel Josef Waldert vybudoval v letech 1870–1910 významnou část Karlových Varů. Stavěl i projektoval lázeňské vily a bytové domy a podílel se tak na vytvoření dnešní tváře města. Postavil též několik sakrálních staveb a most přes řeku Ohři. Často spolupracoval s architektem a stavitelem Alfredem Bayerem.

## Vyznamenání
Byl nositelem rytířského Řádu Františka Josefa.
| Řád Františka Josefa, V. třída: rytíř | Řád Františka Josefa, V. třída: rytíř |

## Dílo
Výběr staveb stavební firmy Josef Waldert (řazeno abecedně podle současných názvů ulic):

### V Karlových Varech

#### Bulharská ulice
- Dům Marienthal – JW realizace stavby, Bulharská ulice (Morgenzeile) 881/31
- Dům Bregenz – JW realizace stavby, Bulharská ulice (Morgenzeile) 305/33 (zde Waldertovi bydleli v roce 1927 a bylo zde i sídlilo fy Stavby a pila Josef Waldert).

#### Dvořákovy sady
- Blanenský pavilon – JW realizace stavby, 1880–1881, projekt Ateliér Fellner a Helmer, pro koncertní sál v tehdejších Městských sadech (Stadtpark); již nestojí, roku 1965 byl objekt pro zchátralost stržen
- Sadová kolonáda – JW realizace stavby, 1884, projekt Ateliér Fellner a Helmer, od roku 1973 kulturní památka ČR

#### Foersterova ulice
- Dům Josefsheim – JW realizace stavby, Foersterova 1084/2
- Dům Port Arthur – JW realizace stavby, Foersterova 1112/4

#### Ulice Jana Palacha
- Dům McKinley – JW realizace stavby, nábř. Jana Palacha 1079/44
- Dům Mona Lisa – JW realizace stavby, 1911–1912, též stavebník a patrně i autor projektu, pozdní secese, nábř. Jana Palacha 1211/34, od roku 2001 kulturní památka ČR
- Dům Am Lido – JW realizace stavby, 1911–1912, též stavebník, a patrně i autor projektu, pozdní secese, nábř. Jana Palacha 1217/32, od roku 2001 kulturní památka ČR

#### Ulice Krále Jiřího
- Dům Bílý kříž – JW realizace stavby, 1895, projekt stavební rada Alois Maria Wurm von Arnkreuz, novorenesance, vojenský lázeňský dům pro důstojníky, Krále Jiřího 1017/2d
- Vila Ritter – JW realizace stavby, 1896–1897, projekt August Exter a Fritz Hessemer, historismus, stavebník Adolf Ritter, Krále Jiřího 991/1, od roku 1992 kulturní památka ČR
- Vila Vyšehrad[5] – JW realizace stavby, 1900–1901, též stavebník, projekt architekt Robert Příhoda, historismus, Krále Jiřího 1087/5, od roku 1995 kulturní památka ČR

#### Lázeňská ulice
- Dům Kávovník – JW realizace stavby, 1891–1892, též autor projektu, barokizující styl, stavebník Friedrich Knoll, Lázeňská 24/11

#### Mariánskolázeňská ulice
- Dům Coburg – JW realizace stavby, 1898–1899, stavebník manželé Ungerovi,[4] Mariánskolázeňská 547/29 (podle Lázeňského almanachu Josef Waldert dům vlastnil[3] ještě v roce 1922)
- Dům Čtyři roční období – JW podle svých plánů přistavěl k bočnímu západnímu štítu čtyřosý trakt, 1894, klasicismus, Mariánskolázeňská 698/37
- Dům Jiskra – JW realizace stavby, 1893–1895, Mariánskolázeňská 301/1, od roku 1981 kulturní památka ČR
- Dům Quirinal – JW realizace stavby, 1894–1895, projekt Alfred Bayer, pozdní historismus s novobarokním dekorem, stavebník Julius a Katharina Pupp, Mariánskolázeňská 995/23, dnes součástí hotelu Carlsbad Plazza

#### Moravská ulice
- Dům Tři bažanti – JW realizace stavby, 1897–1898, projekt Josef Waldert pravděpodobně s Alfredem Bayerem, pozdní historismus, Moravská 222/6, dnes součástí sanatoria Tosca

#### Ulice Petra Velikého
- Vila Kleopatra – JW realizace stavby, 1896, též stavebník, projekt Alfred Bayer, novobaroko, Petra Velikého 990/14
- Vila Carlton – JW realizace stavby, 1895–1897, též stavebník a patrně i autor projektu, novobaroko, Petra Velikého 1014/10
- Savoy Westend – JW realizace stavby, 1893–1897, též stavebník, projekt Alfred Bayer, romanticko-eklekticistní historismus, Petra Velikého 583/16, od roku 1995 kulturní památka ČR (Josef Waldert s manželkou Barbarou vlastnili objekt do roku 1914, poté koupili zámek a panství Verušičky)

#### Sadová ulice
- Vila Schwalb–Lauretta, později Lauretta – JW v roce 1899 přistavěl půdní patro, Sadová 899/27
- Dům Tannhäuser – od roku 1946 o názvu Čajkovskij, JW autor projektu, Sadová 964/46
- Dům Belle Alliance – JW upravil v roce 1892, Sadová 729/32[pozn. 2]

#### Svahová ulice
- Dům Zlatý kříž – JW realizace stavby, 1908, autoři projektu Julius Deininger a Wunibald Deininger (švagr), geometrická secese, postaveno pro rakouskou charitativní společnost Zlatý kříž, Svahová (Waldzeile) 1169/26

#### Stará louka
- Dům Ostende – JW realizace stavby podle vlastních plánů, 1888–1889, stavebník Schöttnerovi, Stará louka 328/60
- Dům Savoyen (Královna anglická) – JW realizace stavby podle vlastních plánů, 1888–1889, stavebník Isabella Hugler, Stará louka 327/62
- Dům Petr Veliký – JW realizace stavby, 1893–1894, architekti Josef Waldert a Alfred Bayer, pozdní historismus, Stará louka 338/42
- Dům Modrá štika (Zum Blauen Hecht) – JW upravil fasádu domu s osazením balkónů dle svého projektu, 1898, historismus v podobě italské neorenesance, Stará louka 336/46[pozn. 3]
- Dům Jessenius – JW realizace stavby, 1912–1913, projekt Hans Prutscherm, Stará louka 340/36

#### Tržiště
- Dům Romance – JW realizace stavby, 1898, projekt Karl Haybäck, německá pozdní gotika a renesance, stavebník Arthur a Emma Danzer a Julius Stadler, Tržiště 387/41
- Původní dům Purkyně – JW realizace stavby zřejmě podle vlastního projektu, 1900–1901, klasická novorenesance, stavebník Gottlieb Lederer, přestavěno 1929–1930, Tržiště 26/3

#### U Imperiálu
- Vila Marghareta – JW realizace stavby podle vlastního projektu, 1895–1896, secese, stavebník Friedrich Unger, U Imperiálu 1048/2, od roku 1991 kulturní památka ČR

#### Vítězná ulice
- Nemocnice pro chudé – JW realizace stavby, dokončení v květnu 1892, vila v zahradě Vítězná 927/6
- Dům Scottland – JW realizace stavby, Vítězná 1083/13
- Dům Kairó – JW realizace stavby, Vítězná 1082/15

#### Vřídelní ulice
- Dům Salvador – JW realizace stavby podle vlastního projektu, 1892–1893, stavebník Moritz Drumm (obchodník), Vřídelní 128/39
- Dům Paša – realizace stavby fy Josefa Walderta a Karla Hellera, 1908–1909, projekt Josef Waldert, přechod pozdní secese ke kubismu, stavebník Karl Steiner, Vřídelní 136/55
- Dům Valencia (Švédský dům) – JW realizace stavby, 1907–1908, projekt Josef Waldert, event. Karl Haybäck, stavebnik Wilhelm Müller-Hein (obchodník), Vřídelní 131/45

#### Zámecký vrch
- Dům Olympic Palace – JW realizace stavby, 1907–1910, architekti Otto Stainl (prvotní stavební plány), Alfred Bayer (dokončení projektu), pozdní secese, stavebník Friedrich Stadler, Zámecký vrch 618/41

#### Různé
- Kaple Nanebevzetí Panny Marie – tehdy samostatná obec Tuhnice, JW realizace stavby, základní kámen 1888, JW dokončil stavbu 1891, dne 3. prosince kaple vysvěcena; při bombardování Horního nádraží 19. dubna 1945 za tragických okolností zničena
- Parkhotel Pupp – JW upravil do dnešní podoby podle plánů vídeňského architekta Petera Paula Branga
- A-Berg – rozhledna s restaurací na Doubské hoře – JW realizace stavby, 1905, projekt Ludwig Scheffler
- Nový most přes Ohři v místech bývalého přívozu (zrušen v prosinci 1892) z Drahovic do Bohatic

### Mimo Karlovy Vary
- Kostel Jména Panny Marie[5] – JW realizace stavby, 1893, novogotika s novorománskými prvky, Březová, okres Karlovy Vary
- Dům čp. 136 v Lokti – JW architektonický koncept, 1911, plány přepracoval místní stavitel Friedrich Dörfler, realizace 1912, ulice T. G. Masaryka č. 81, Loket (pivovar Svatý Florian)

## Galerie

Výběr objektů, které firma Josefa Walderta stavebně realizovala
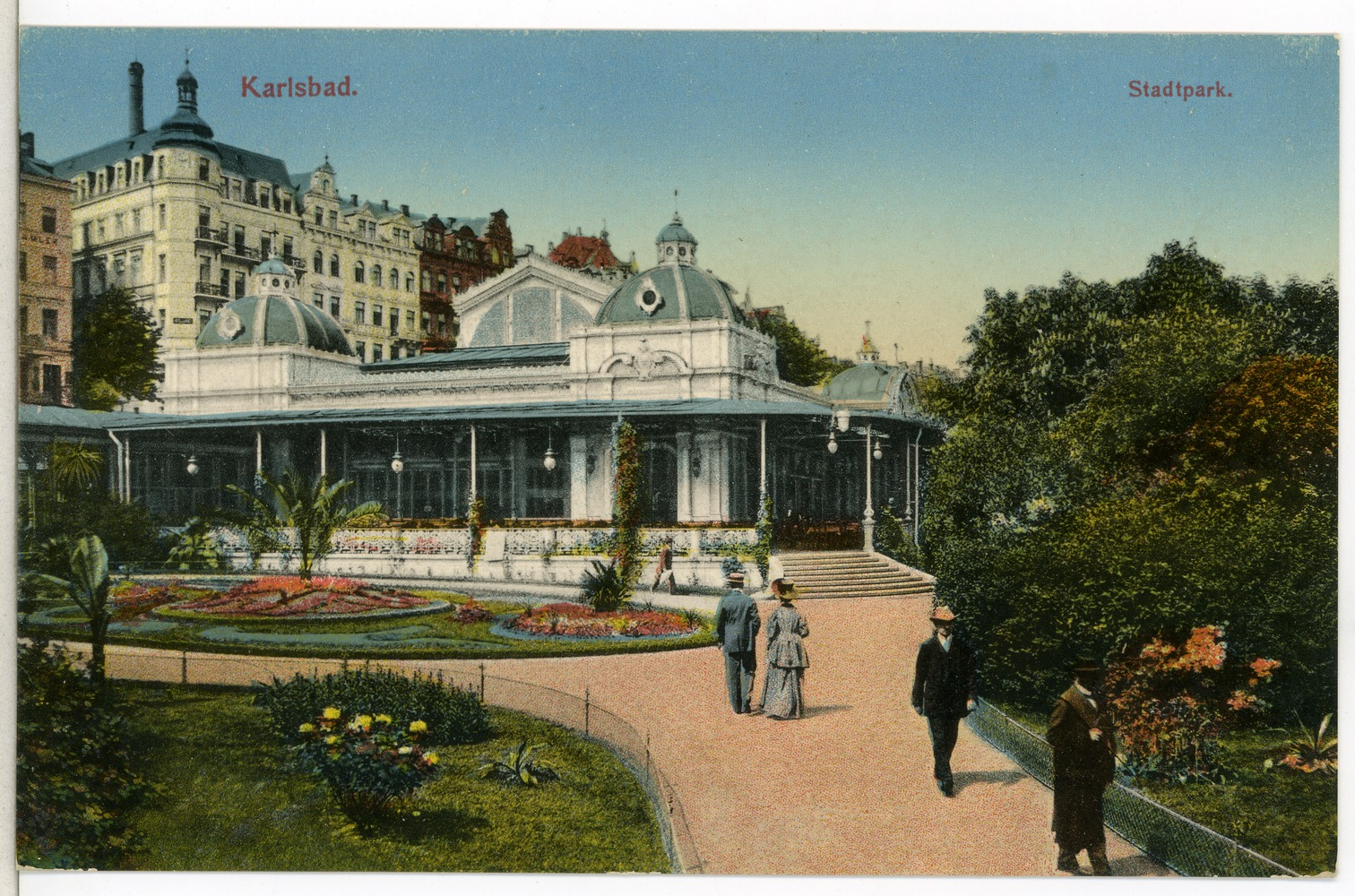
Blanenský pavilon (1880–1881), projekt Ateliéru Fellner a Helmer
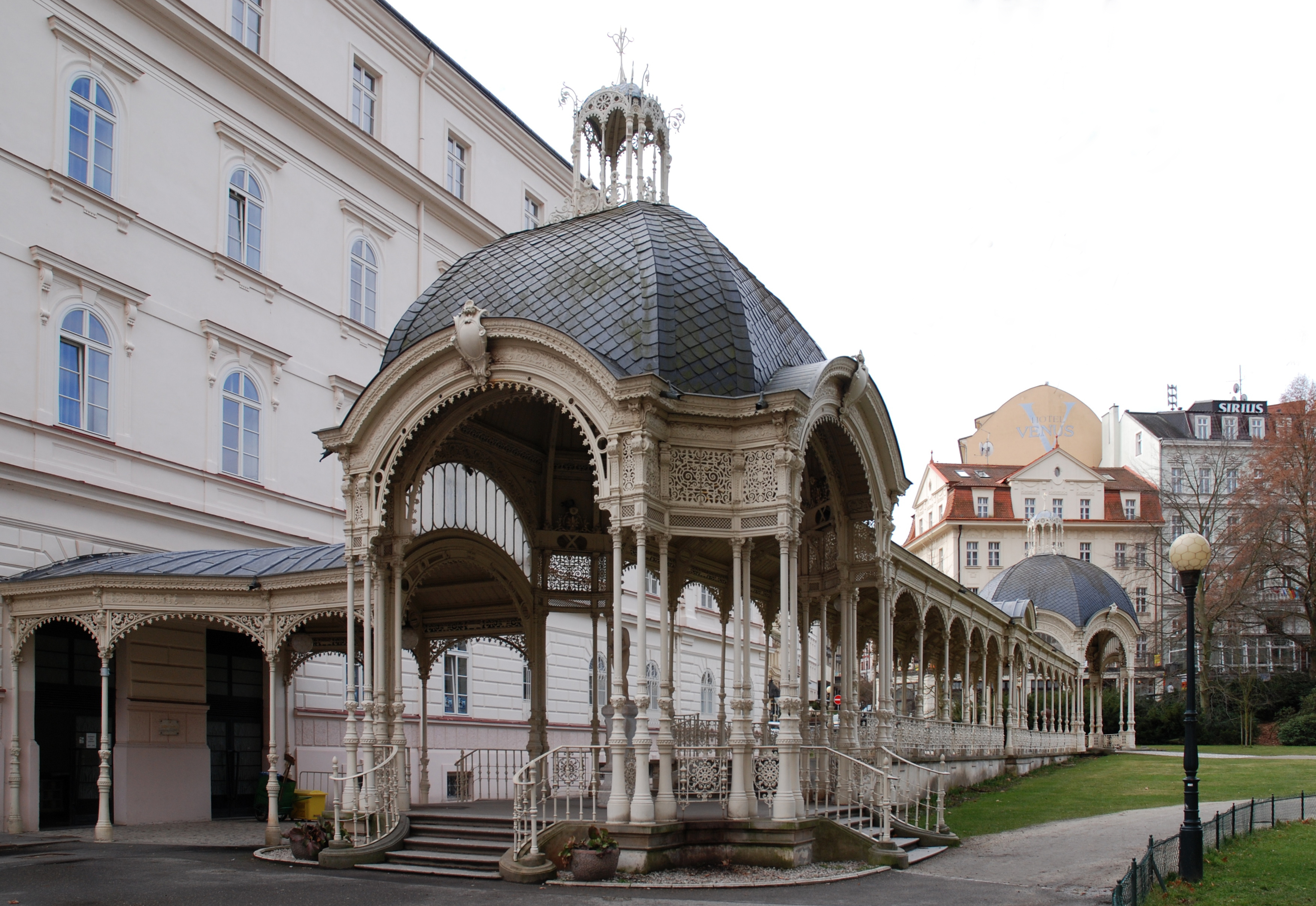
Sadová kolonáda (1884), projekt Ateliéru Fellner a Helmer
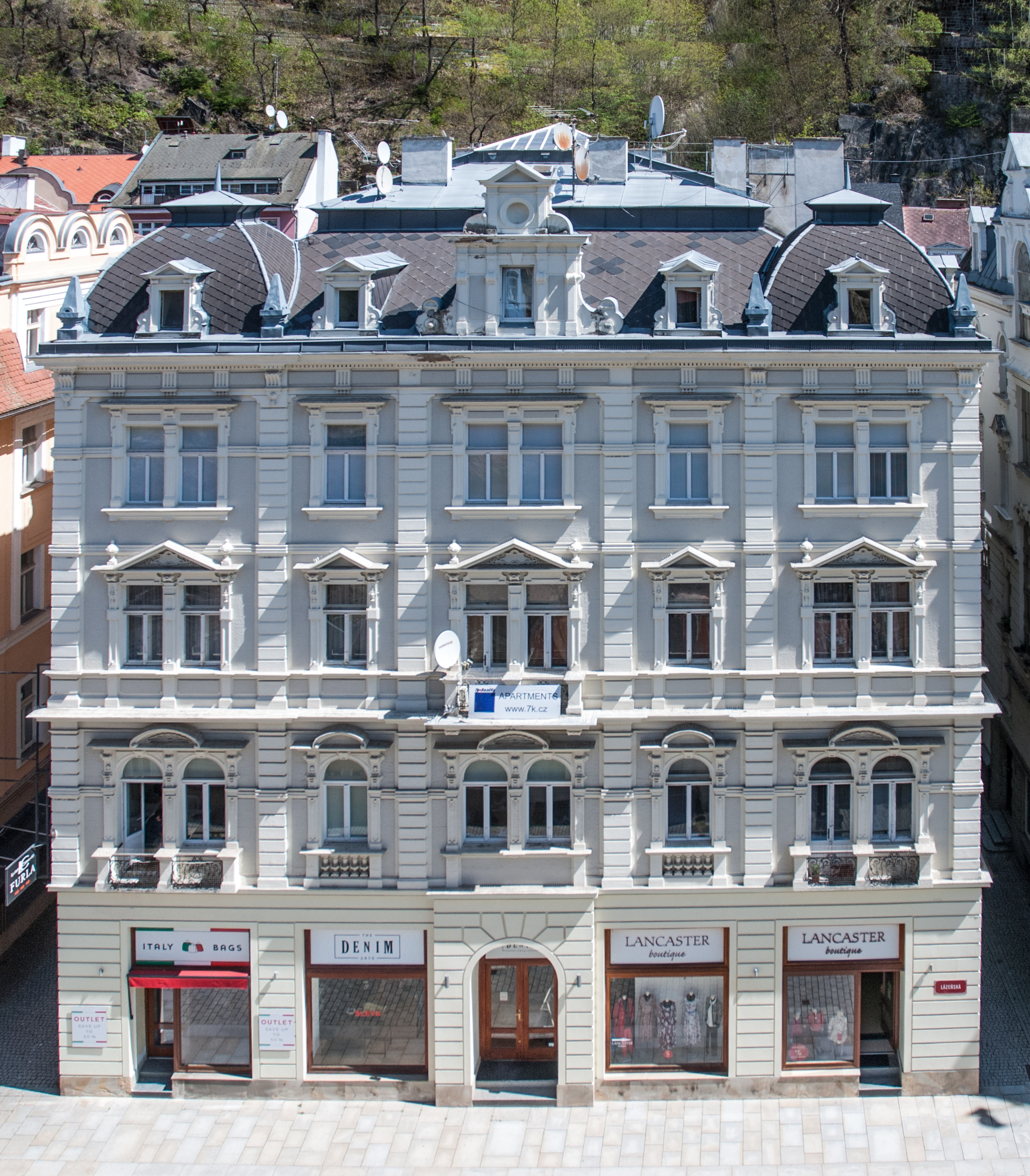
dům Kávovník (1892), Josef Waldert i projekt
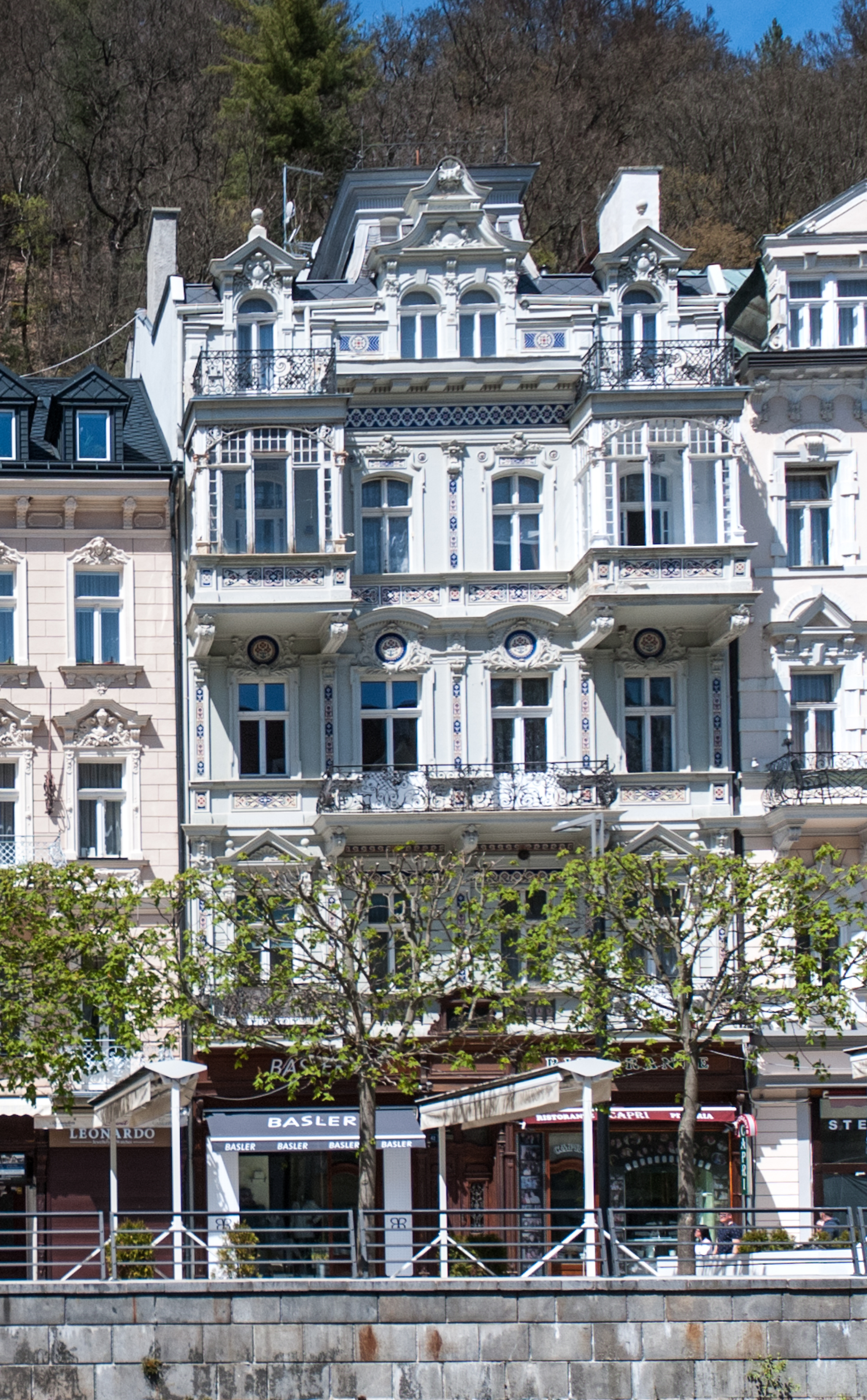
dům Petr Veliký (1893–1894), projekt Josef Waldert a Alfred Bayer
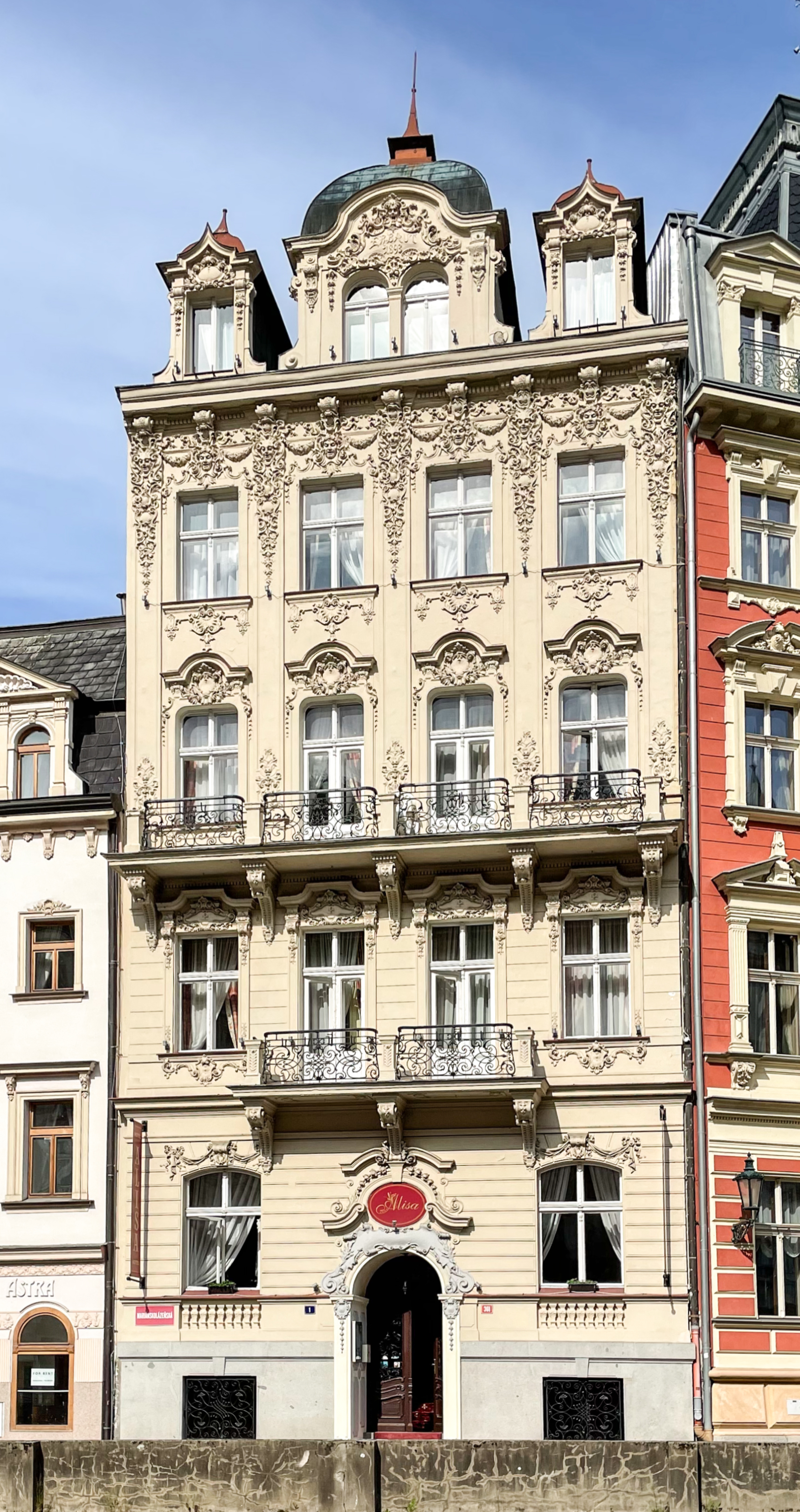
dům Jiskra (1893–1895), projekt Emanuel Grimm a Alfred Bayer
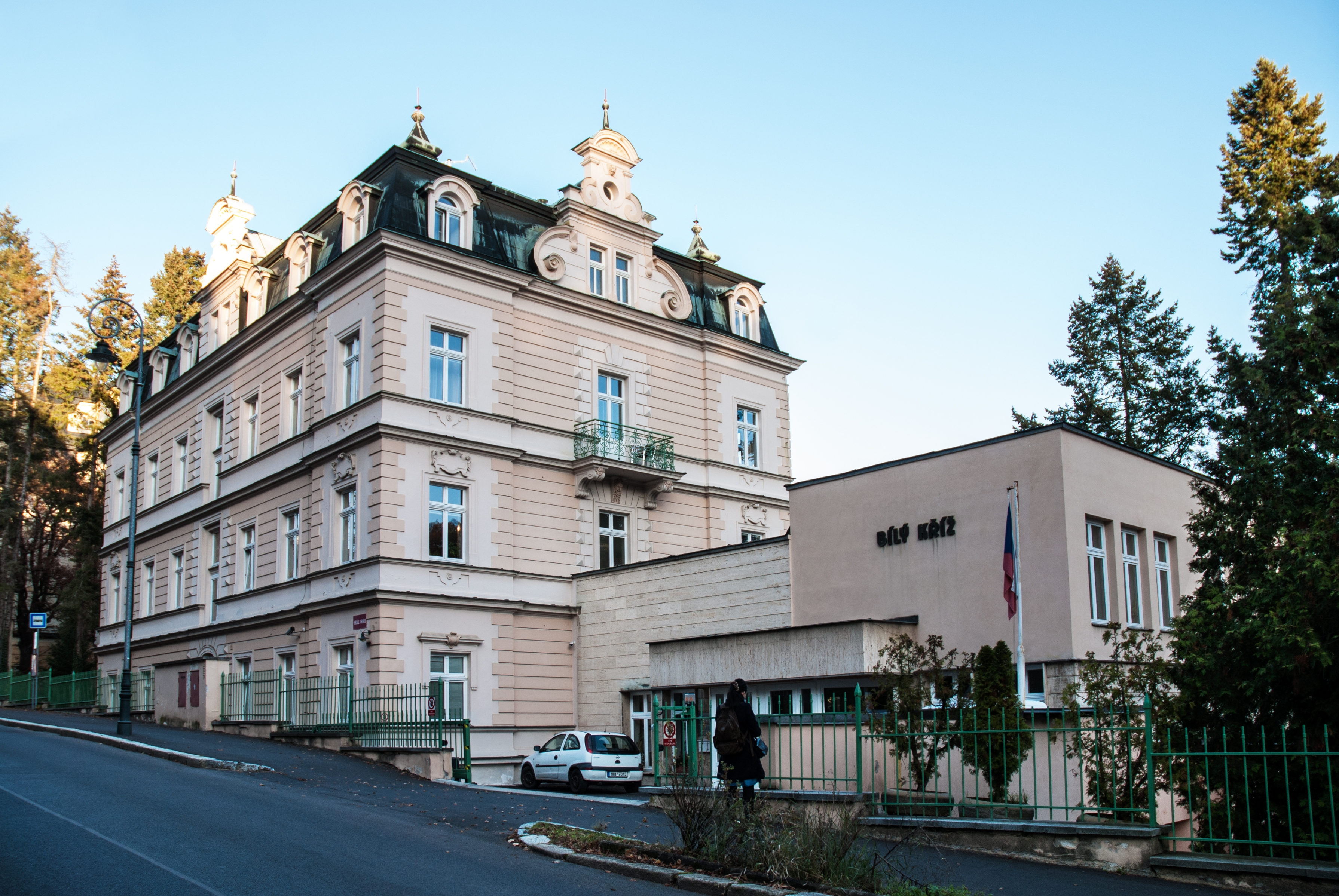
dům Bílý kříž (1895), projekt Alois Maria Wurm
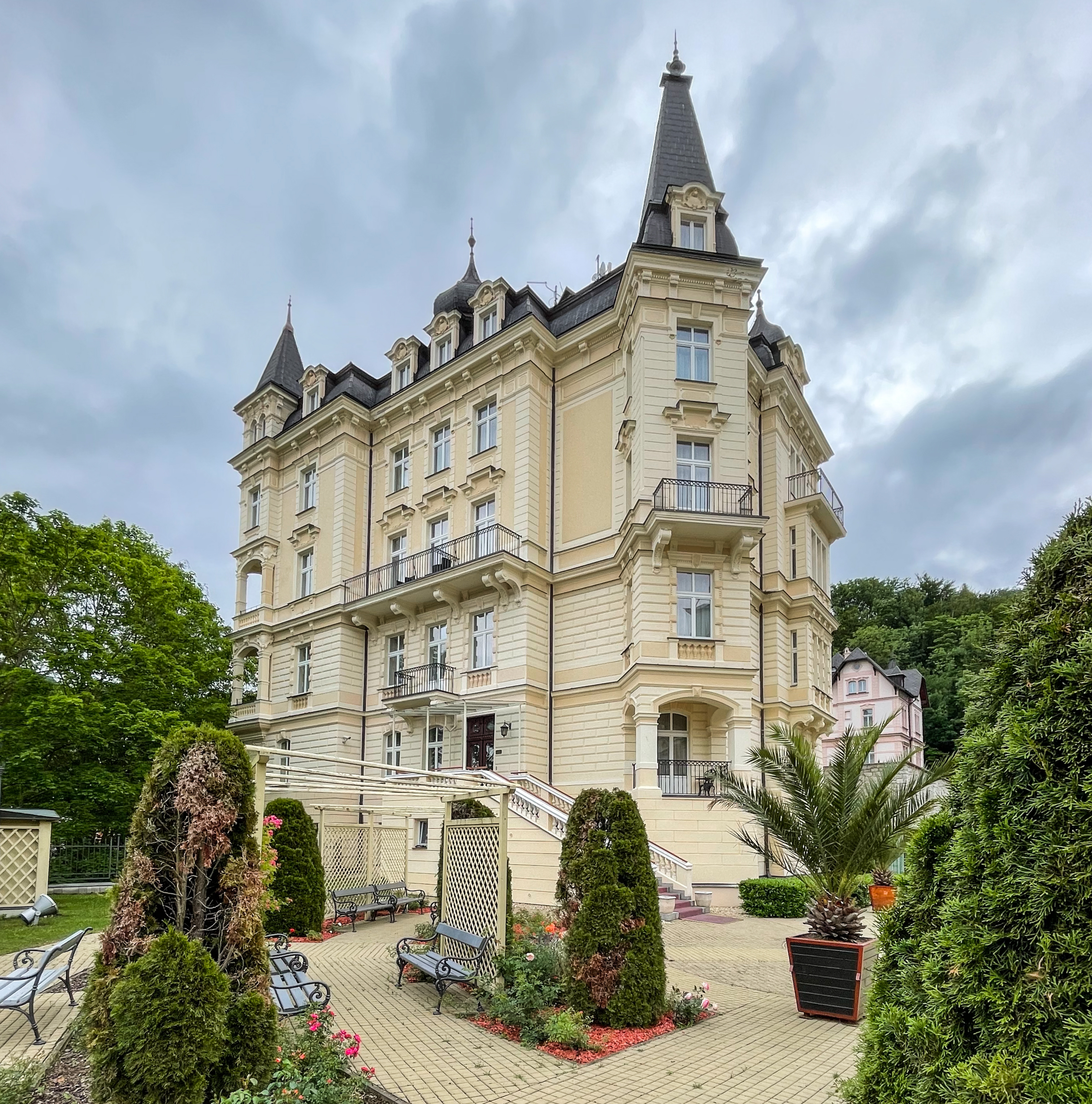
vila Carlton (1895–1897), Josef Waldert patrně i projekt
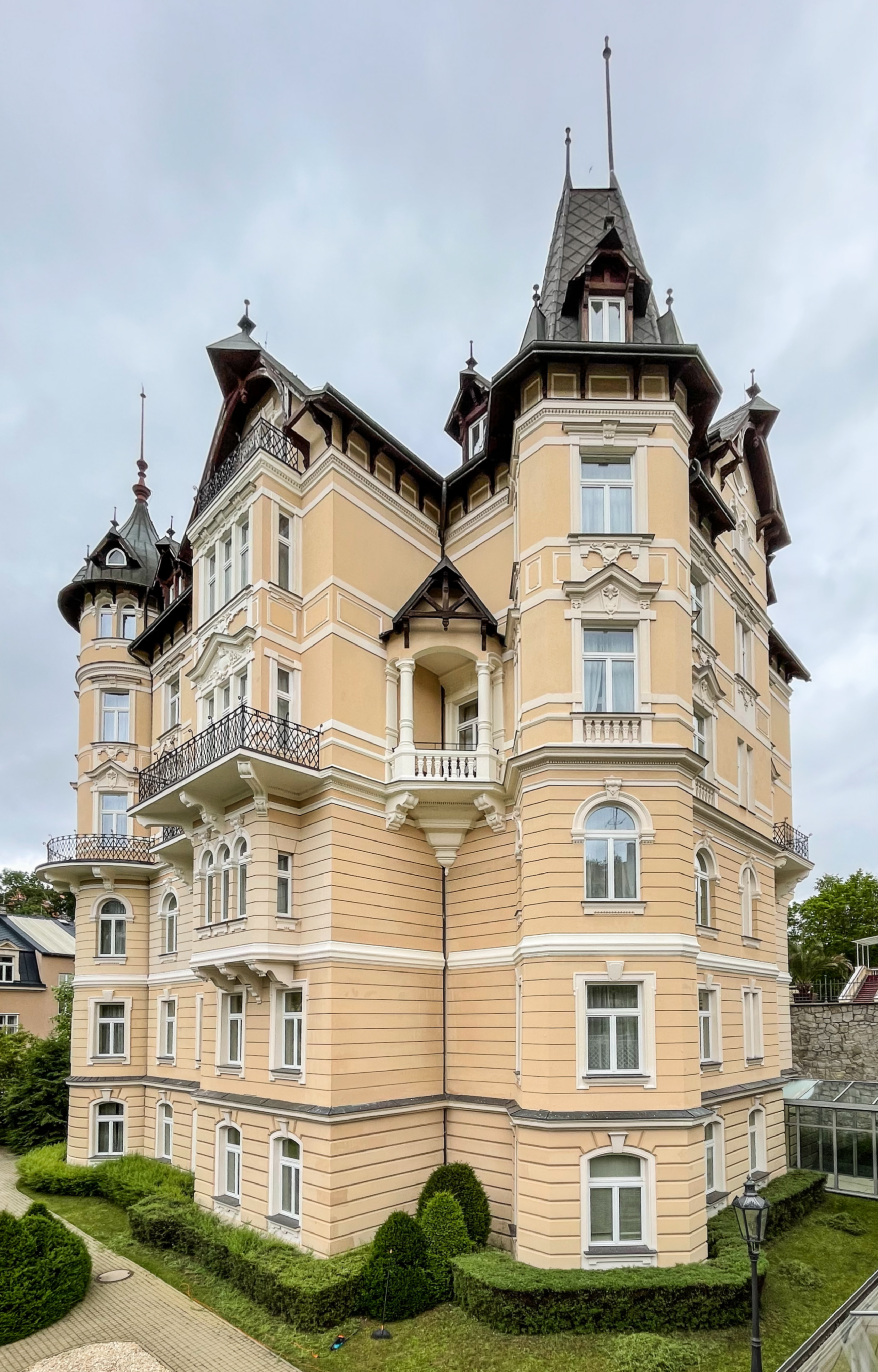
vila Kleopatra (1896), projekt Alfred Bayer
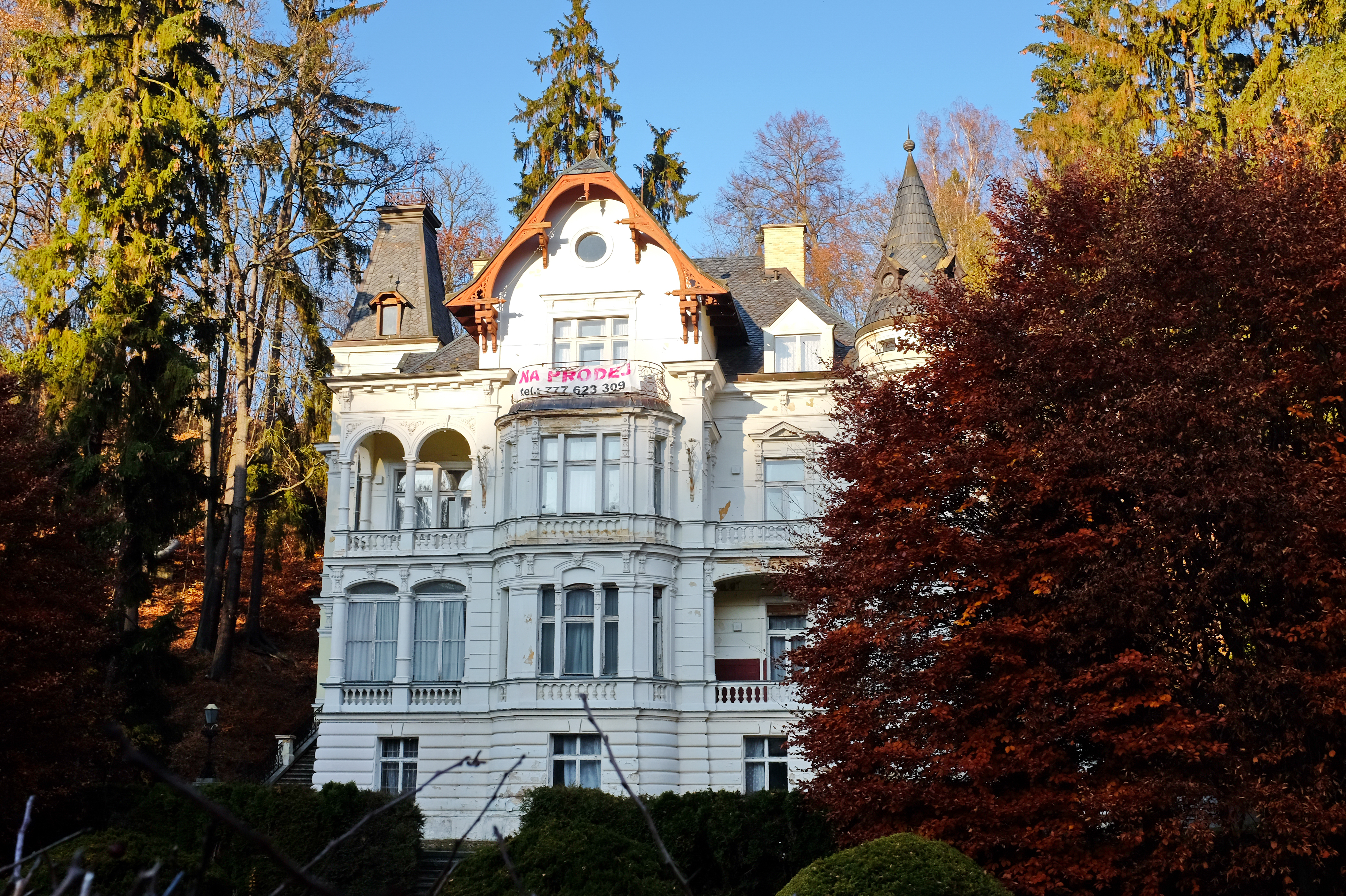
vila Marghareta (1895–1896), projekt Josef Waldert
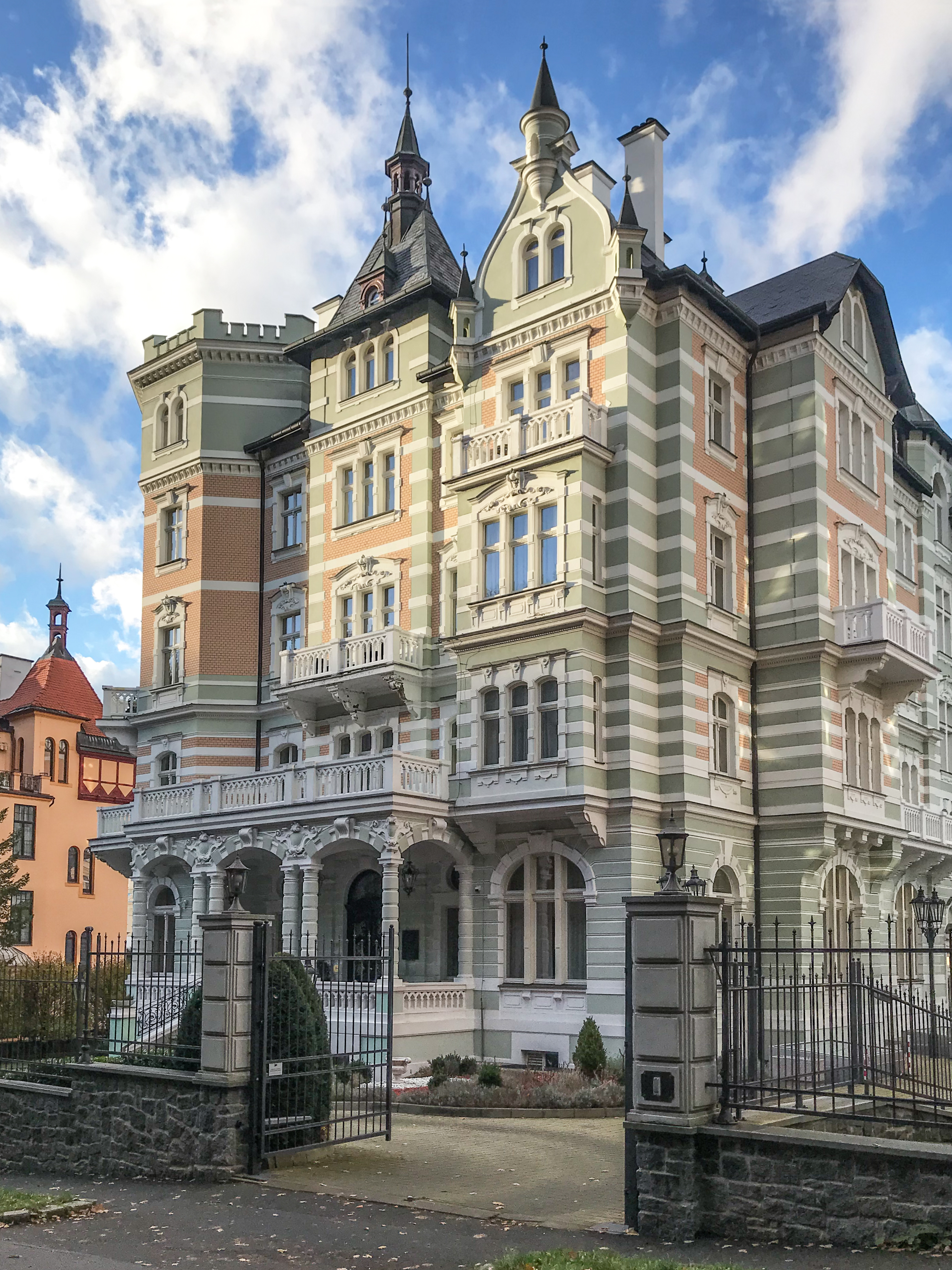
Savoy Westend (1893–1897), projekt Alfred Bayer
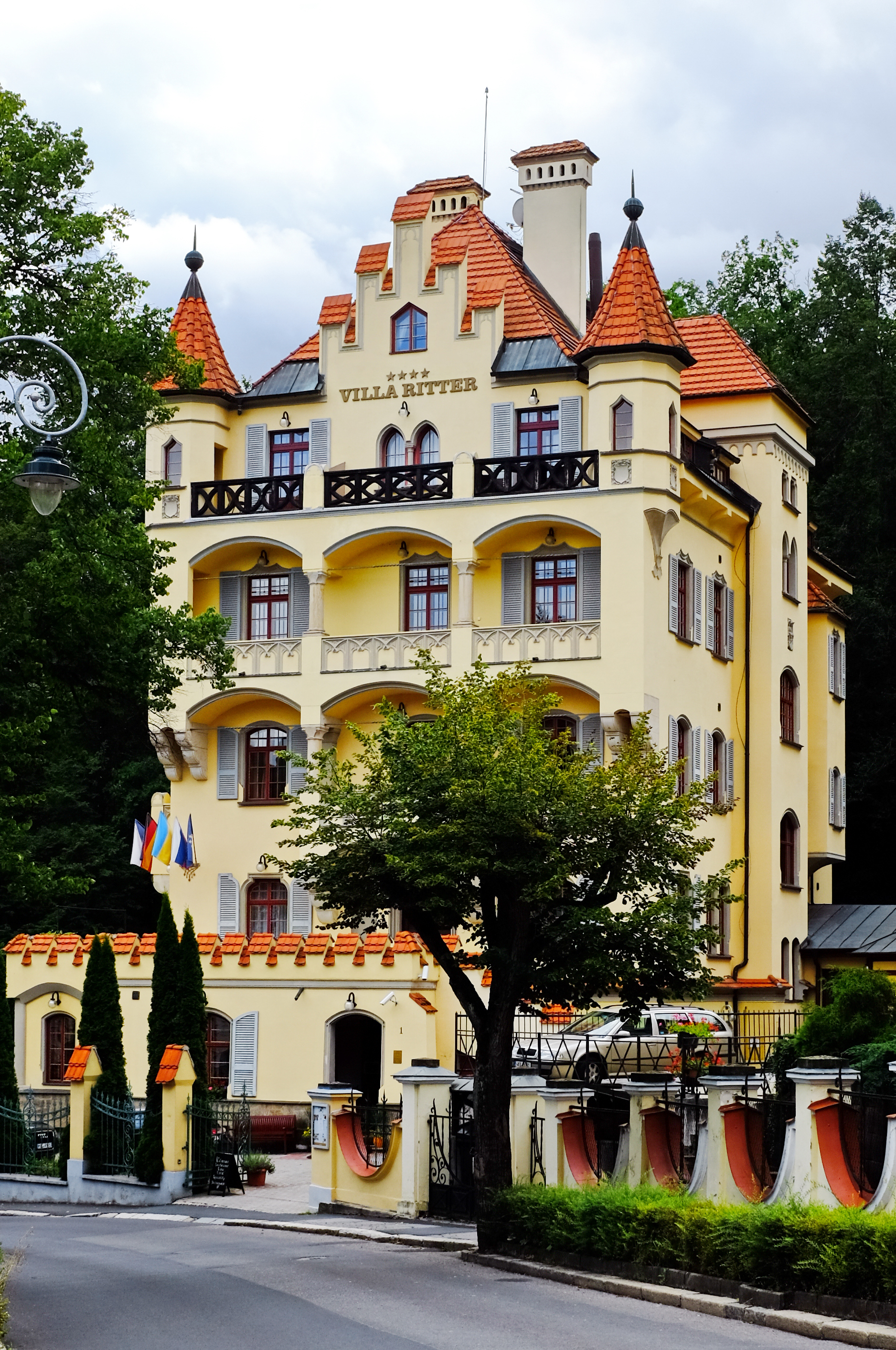
vila Ritter (1896–1897), projekt August Exter
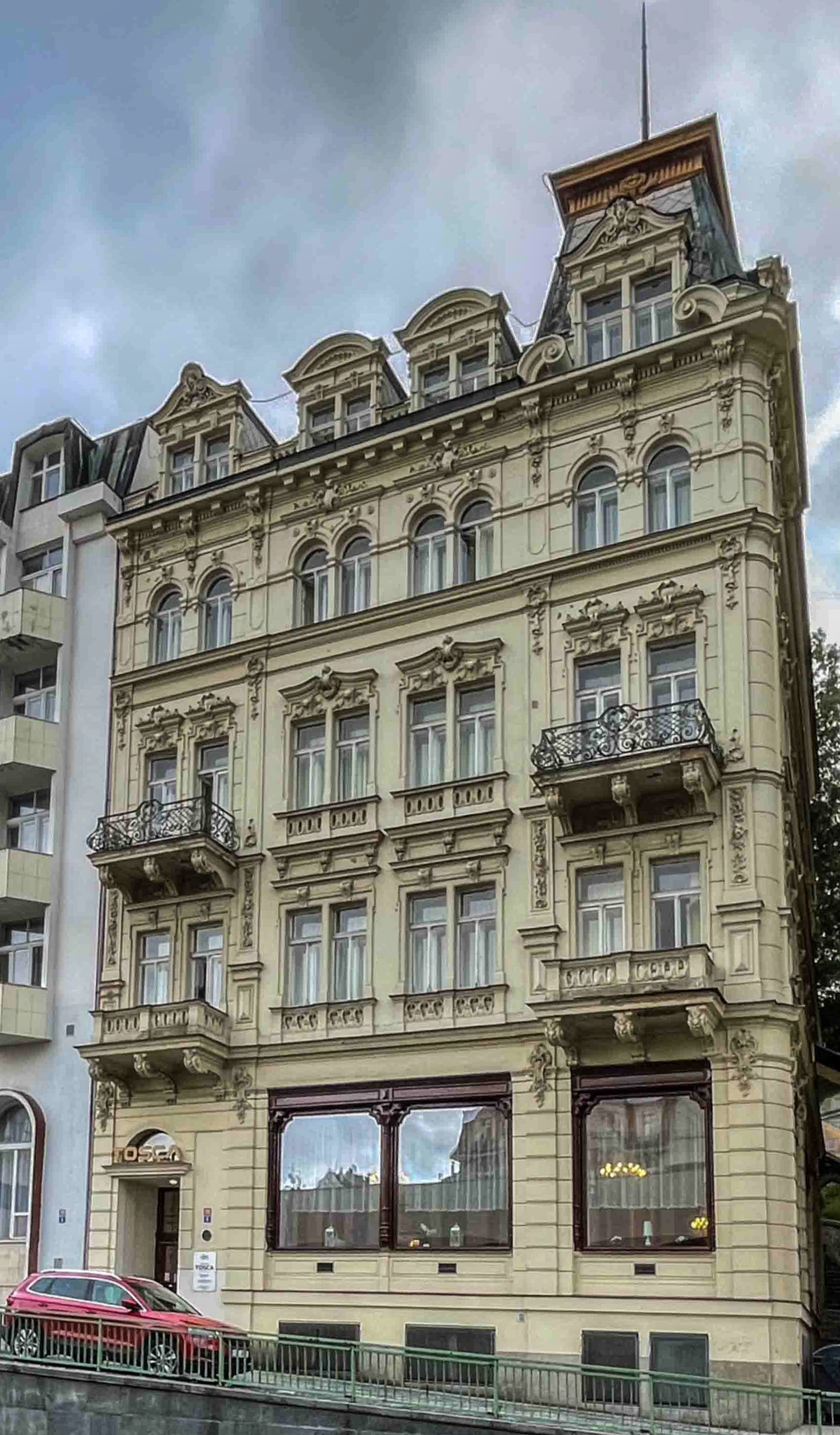
dům Tři bažanti (1897–1898), projekt Josef Waldert, event. společně s Alfredem Bayerem
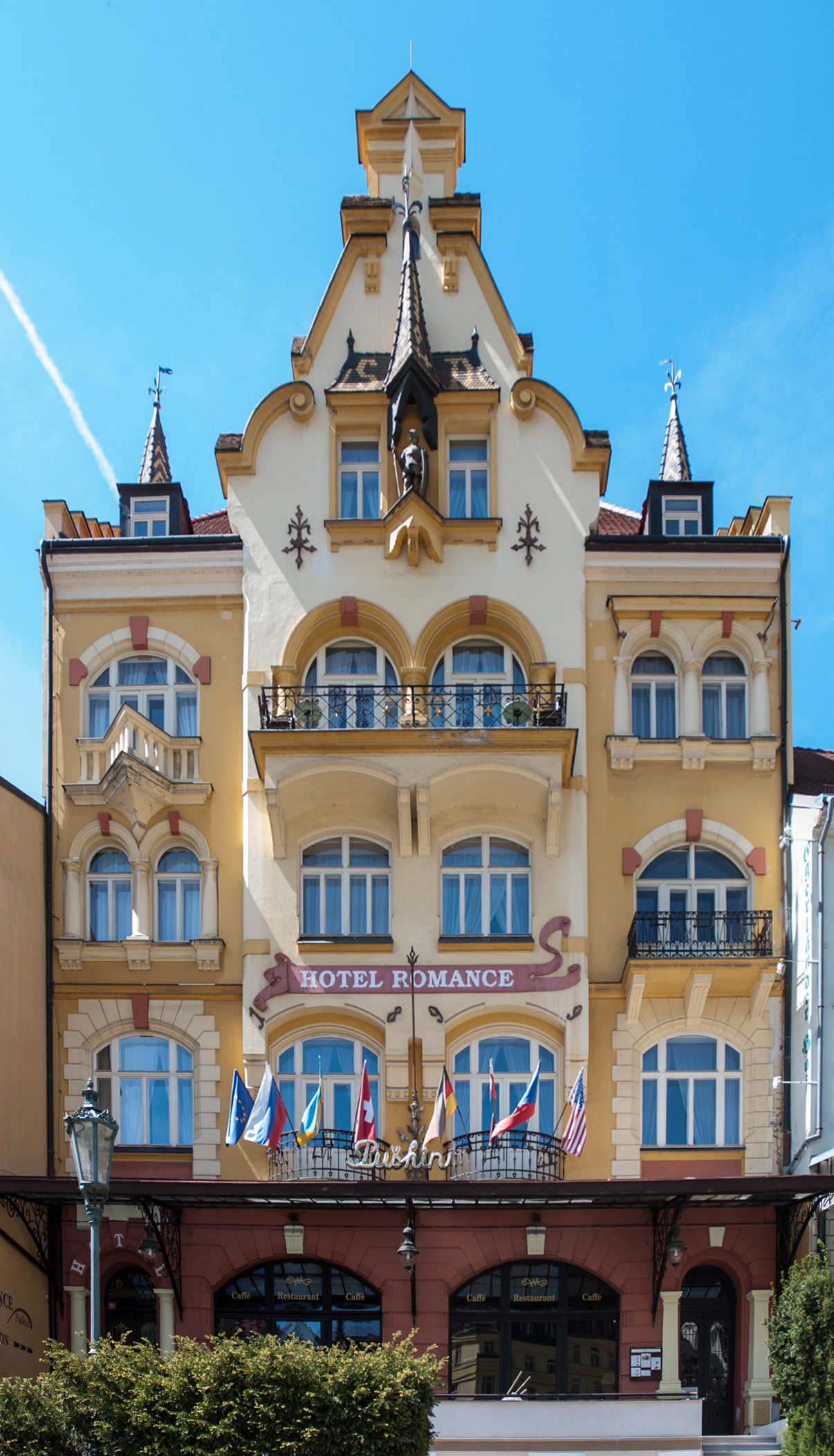
dům Romance (1898), projekt Karl Haybäck
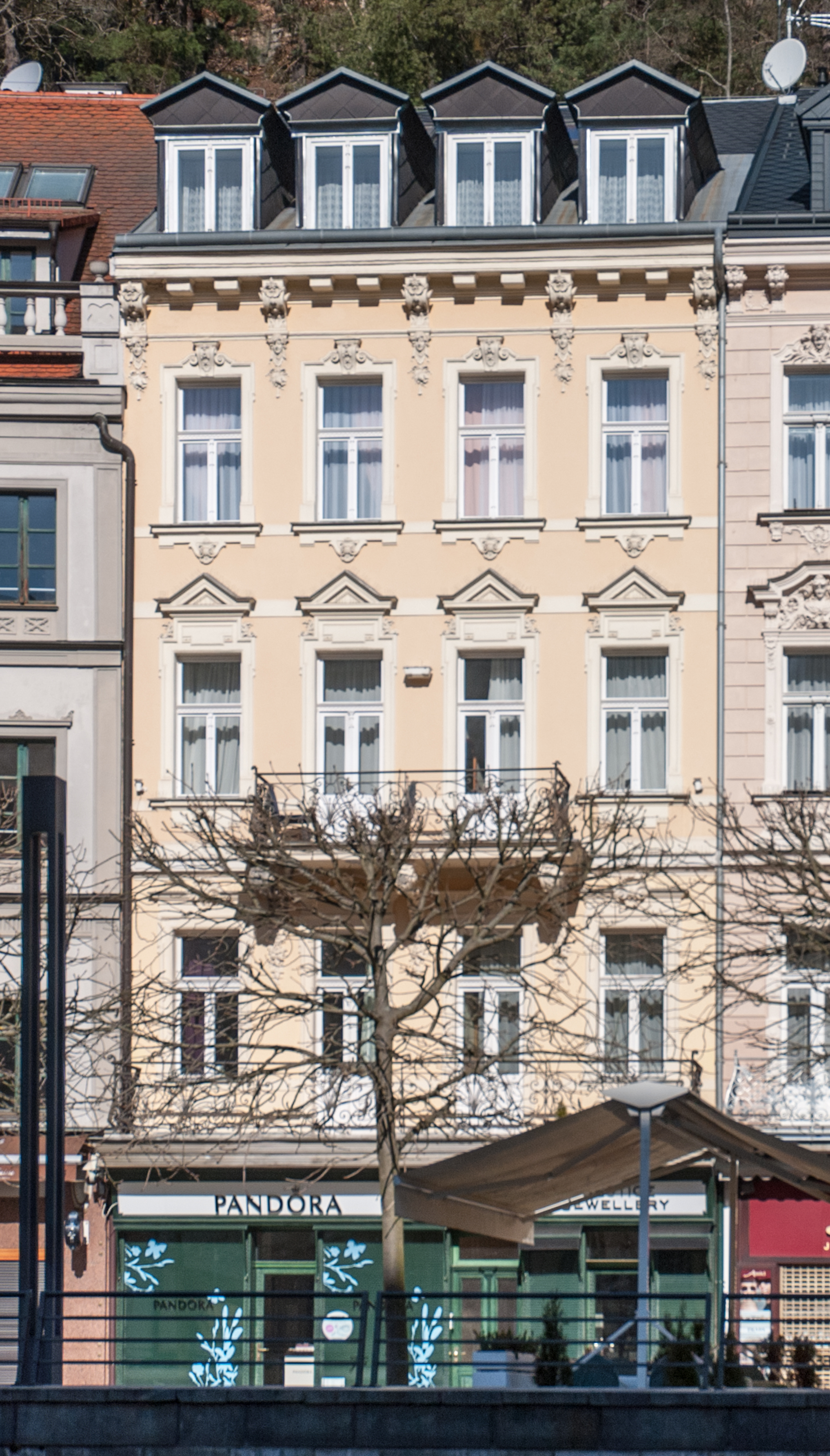
dům Modrá štika (1898), projekt a realizace nové fasády s osazením balkónů
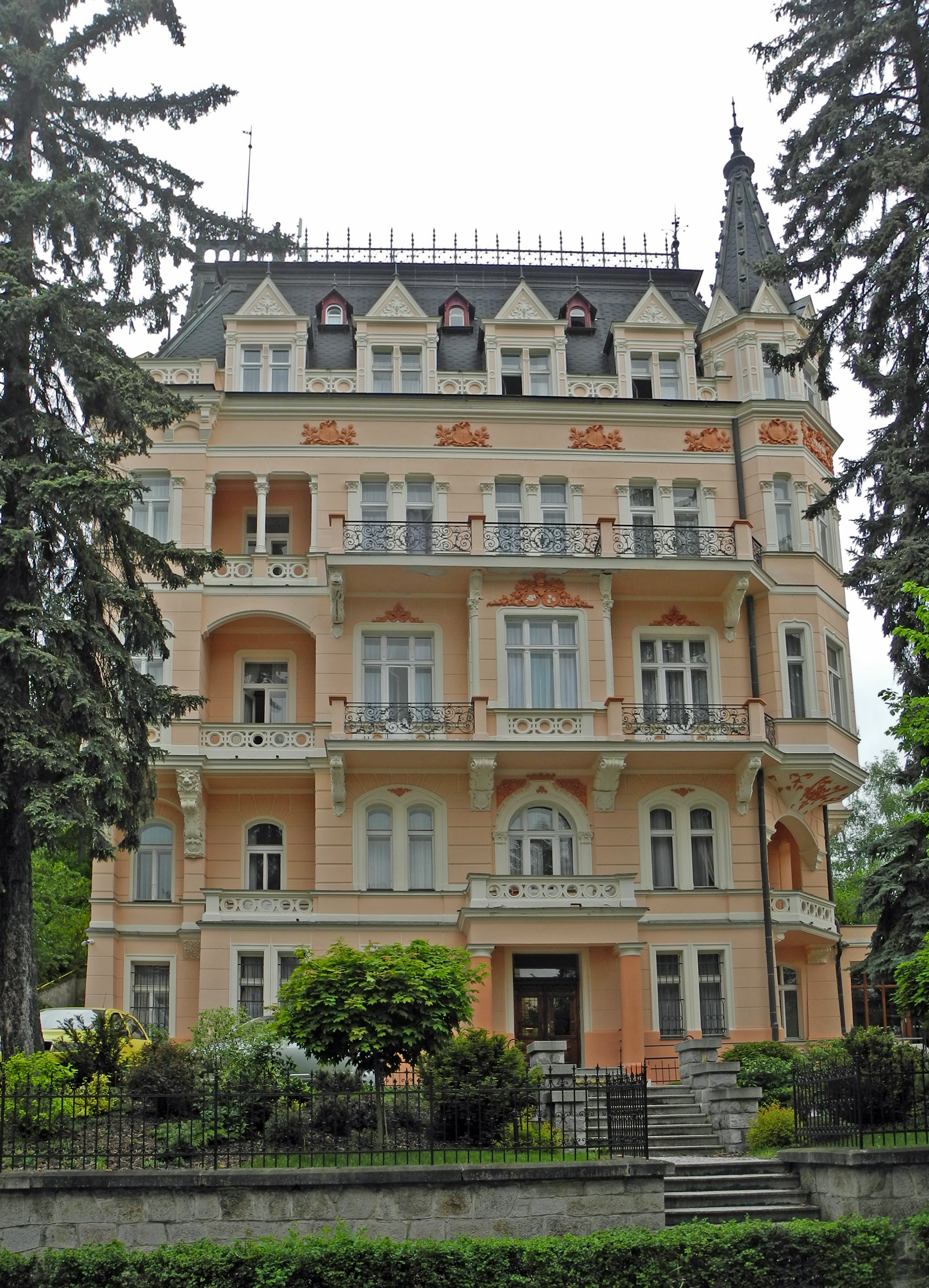
vila Vyšehrad (1900–1901), projekt Robert Příhoda
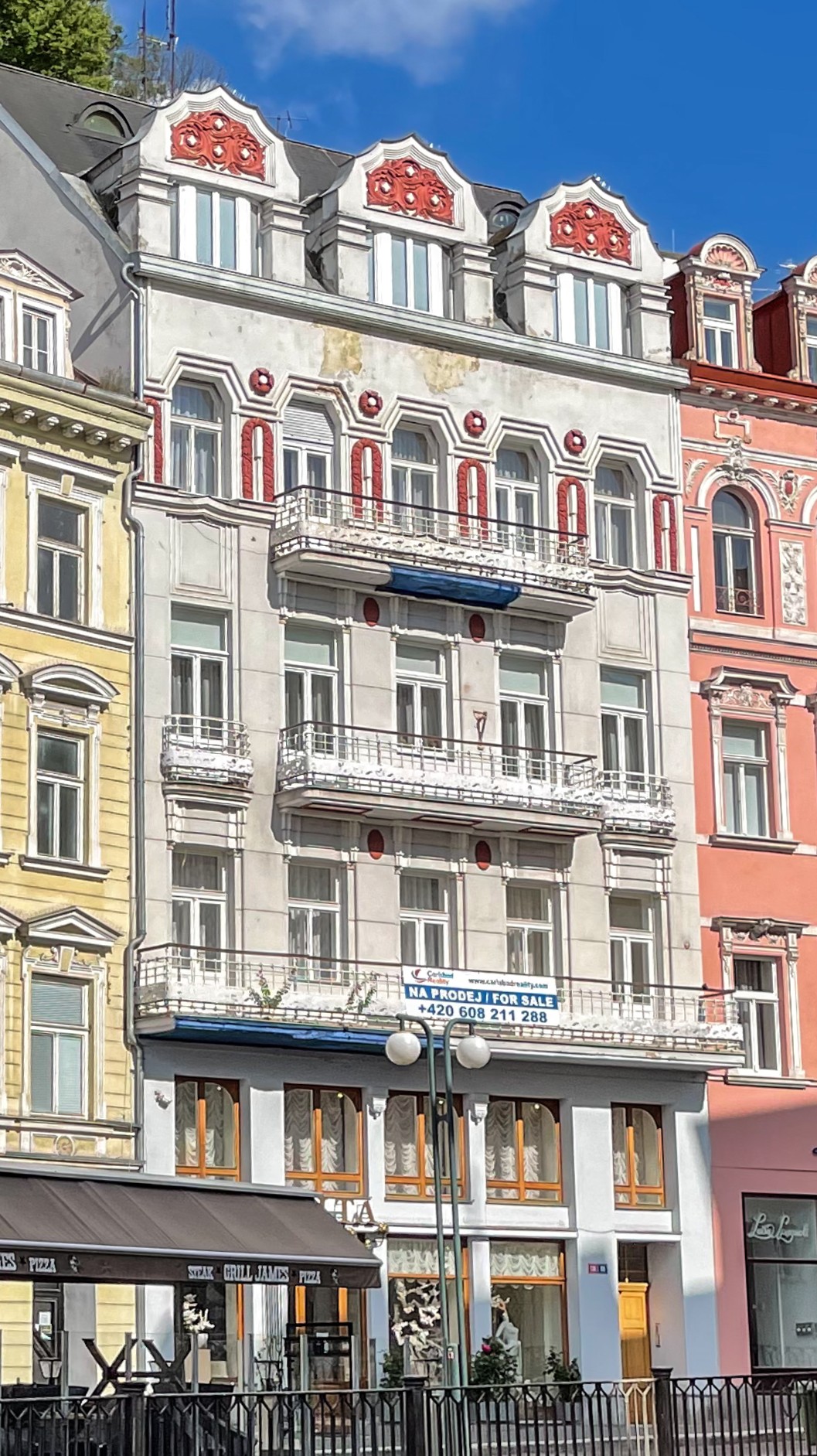
dům Paša (1908–1909), realizace Josef Waldert a Karl Heller, projekt Karl Heller
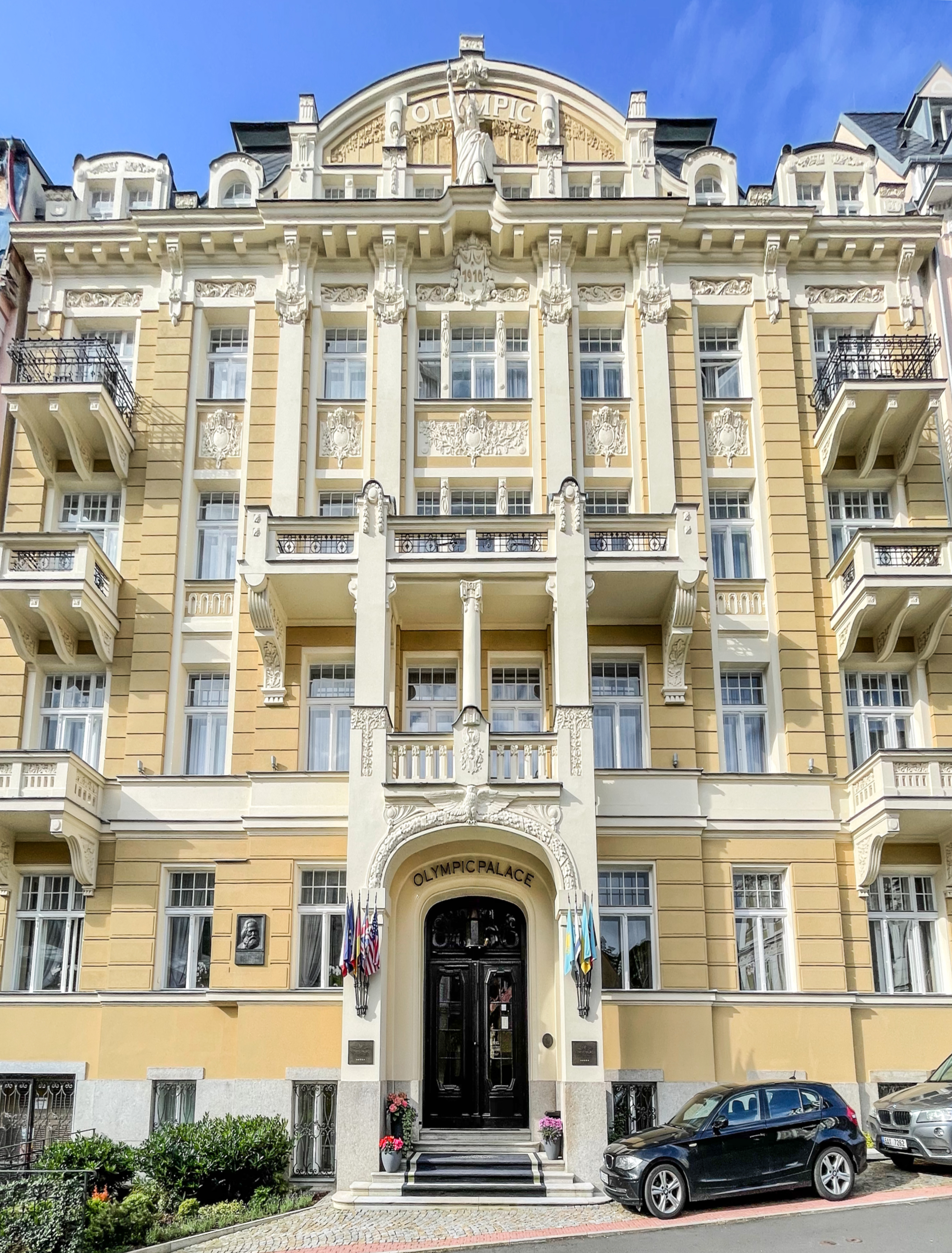
Olympic Palace (1907–1910), projekt Otto Stainl a Alfred Bayer
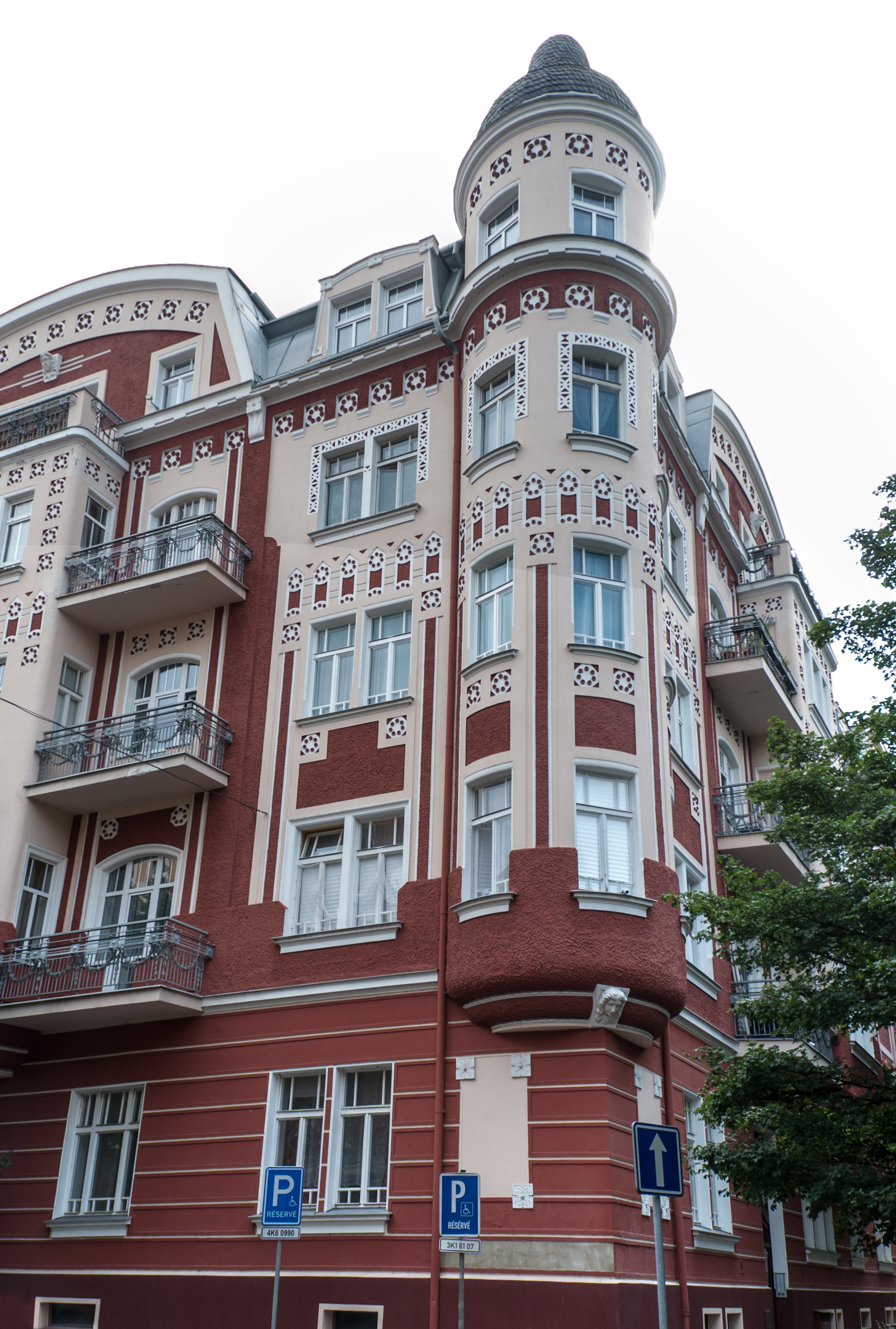
dům Mona Lisa (1911–1912), projekt patrně Josef Waldert
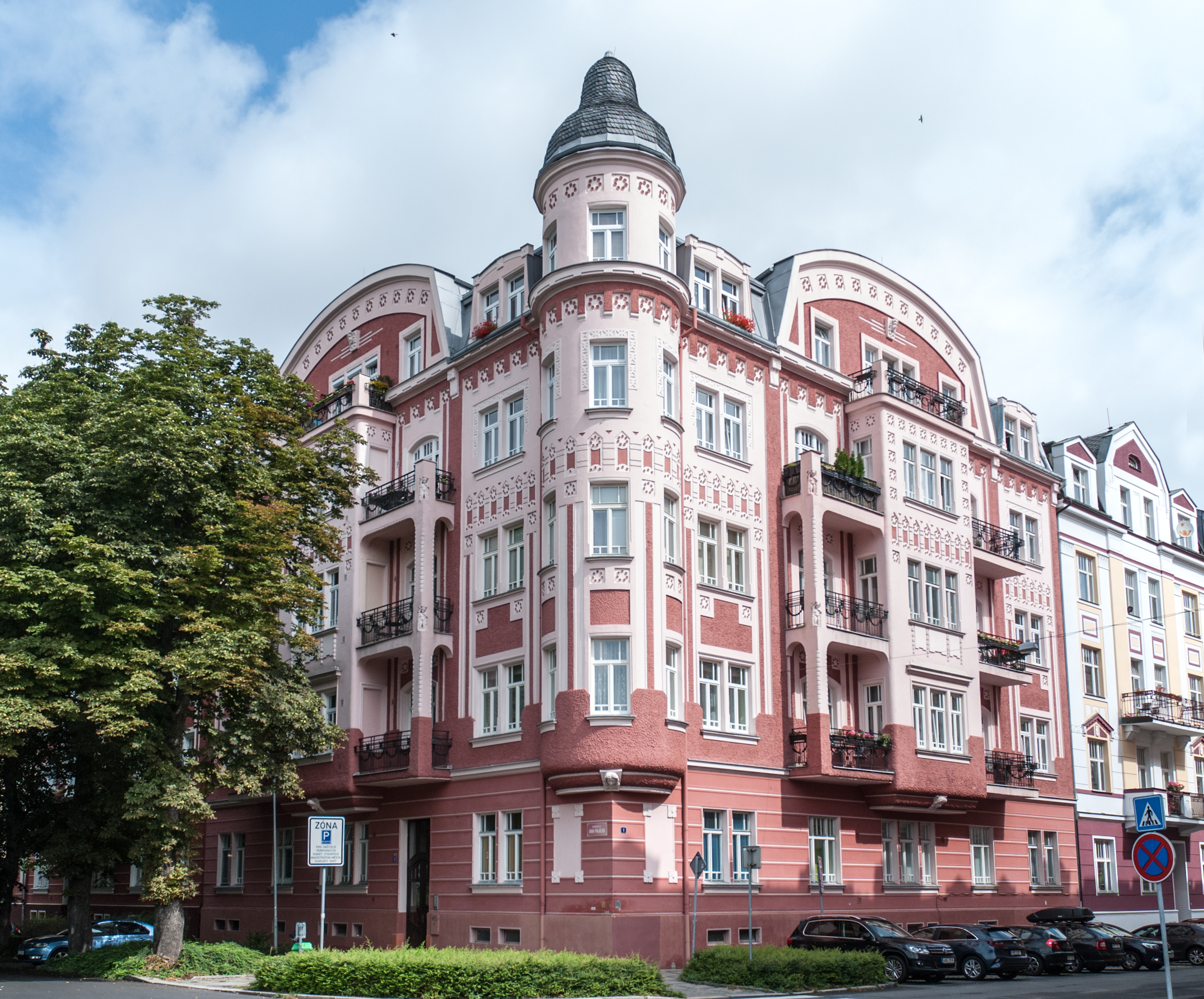
dům Am Lido (1911–1912), projekt patrně Josef Waldert
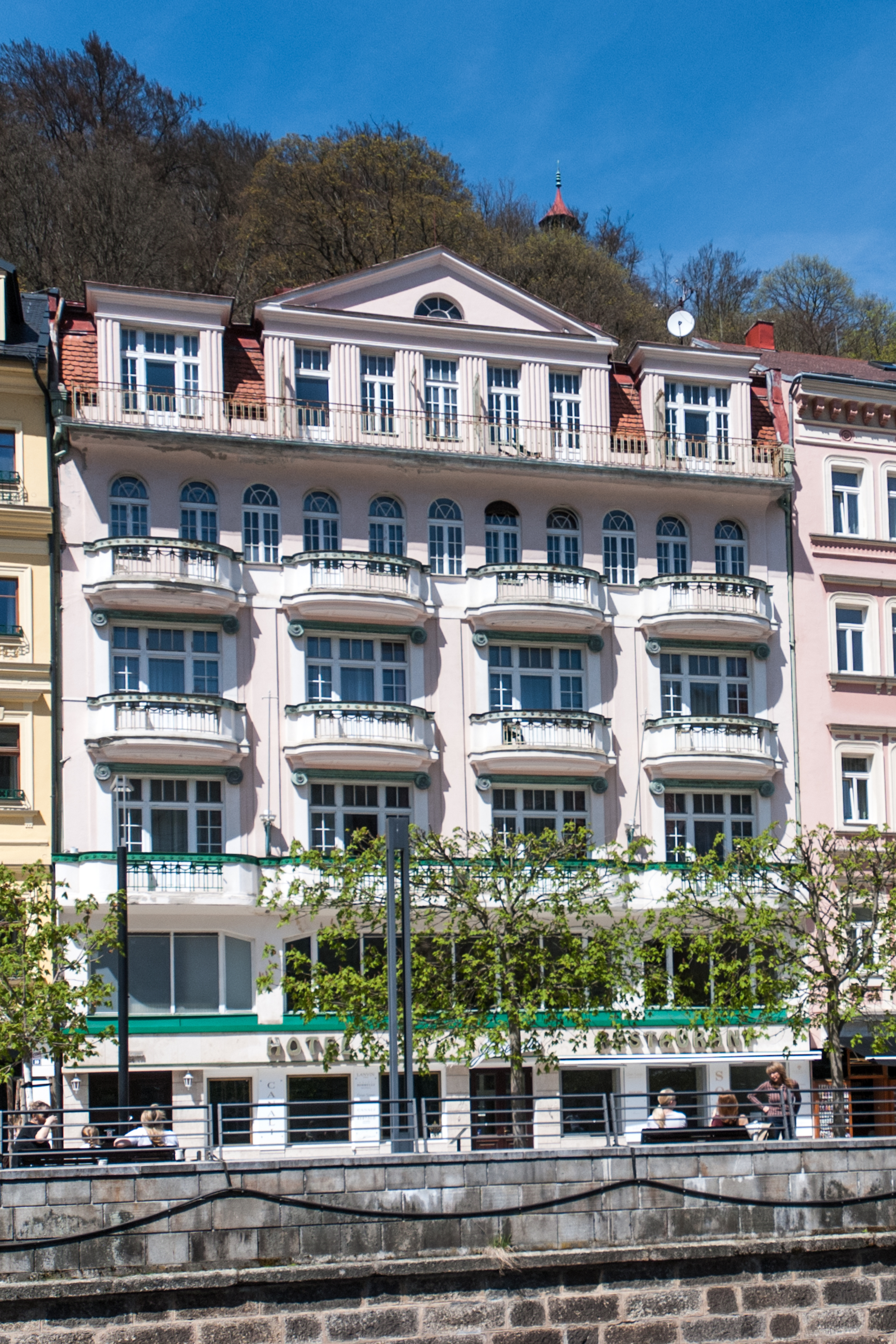
dům Jessenius (1912–1913), projekt Hans Prutscher